# Домброва Тарновска
Домбро̀ва Тарно̀вска (на полски: Dąbrowa Tarnowska) е град в Югоизточна Полша, Малополско войводство. Административен център е на Домбровски окръг, както и на градско-селската Домбровска община. Заема площ от 23,07 км2.

## Население
Според данни от полската Централна статистическа служба, към 1 януари 2014 г. населението на града възлиза на 11 846 души. Гъстотата е 513 души/км2.